# Helictotrichon sedenense
Helictotrichon sedenense es una especie de planta herbácea perteneciente a la familia de las poáceas. Es originario Europa: el suroeste y sureste. África: el norte.

## Descripción
Son plantas perennes con rizomas alargados. Culmos de 40-80 cm de largo. Láminas de vainas tubulares en gran parte de su longitud, con la mitad de su longitud cerrada. Lígula una membrana ciliolada; 0,5 mm de largo; truncada. Láminas foliares planas o convolutas, de 10-25 cm de largo, (1 -) 2 (-4) mm de ancho, de color verde grisáceo. Nervadura de la lámina foliar y sin capa de esclerénquima subepidermal.  Inflorescencia en forma de una panícula abierta, linear, u oblonga, de 6-15 cm de largo. Ramas de la panícula primarias que llevan 1-5 espiguillas fértiles en cada rama inferior. Las espiguillas fértiles comprenden 2-3 flósculos fértiles, con flósculos disminuidos en el ápice. Espiguillas oblongas, lateralmente comprimidas, 9-12 mm de largo, rompiendo en la madurez; desarticulándose debajo de cada flósculo fértil. Raquis de entrenudos 1.2 a 2.5 mm de largo, pilosos, con pelos largos 2,5-4 mm.  Glumas  persistentes, similares, más corta que la espiguilla, más delgadas que la lemma fértil. Bajo elíptica gluma; 7-9 mm de largo; 0.9 longitud de la gluma superior; membranosa; 1 quilla, 1-nervada. 
El fruto es una cariopsis con pericarpo adherente, pilosa en el ápice. Lineal hilio.

## Taxonomía
Helictotrichon sedenense fue descrita por (DC.) Holub y publicado en Folia Geobotanica et Phytotaxonomica 5: 436. 1970.
Citología
Número de cromosomas de Helictotrichon sedenense (Fam. Gramineae) y táxones infraespecíficos: 2n=28
Etimología
Helictotrichon nombre genérico que deriva de las palabras griegas helictos (espiral) y "trichon", probablemente refiriéndose a la arista.
sedenense: epíteto
Sinonimia
- Arrhenatherum montanum (Dumort.) Potztal
- Arrhenatherum sedenense (Clarion ex DC.) Breistr.
- Avena montana Vill.
- Avena montana subsp. sedenensis (DC.) Asch. & Graebn.
- Avena montana var. sedenensis (Clar. ex Lam & DC.) Asch. & Graebn.
- Avena montana var. teretifolia Willk.
- Avena planifolia St.-Lag.
- Avena sedenensis DC.
- Avenastrum montanum (Dumort.) Vierh.
- Avenula montana (Vill.) Dumort.
- Helictotrichon montanum (Dumort.) Henrard
- Helictotrichon romeroizarcoi Holub
- Heuffelia montana (Dumort.) Fourr.[5][6]